# Balbina
Balbina, död 130 i Rom, är ett romersk-katolskt helgon. Hon var enligt traditionen en dotter till Publius Sulpicius Quirinius som döptes av påve Alexander och begravdes i Praetextatus katakomber i sydöstra Rom. Hennes festdag firas den 31 mars och hennes attribut är en kedja och en lilja.

### Webbkällor
- ”St. Balbina”. Catholic Encyclopedia. New Advent. http://www.newadvent.org/cathen/02216a.htm. Läst 13 januari 2020.
- ”Santa Balbina di Roma, martire”. Santi e Beati. http://www.santiebeati.it/dettaglio/47950. Läst 13 januari 2020.